# Euphorbia kraussiana
Euphorbia kraussiana är en törelväxtart som beskrevs av Johann Jakob Bernhardi och Johan Carl Krauss. Euphorbia kraussiana ingår i släktet törlar, och familjen törelväxter. Inga underarter finns listade i Catalogue of Life.